# Loza (televizijska serija)
Loza je hrvatska dramska televizijska serija. Glavni redatelji su Goran Rukavina i Dario Pleić. Serija je sa snimanjem krenula u svibnju 2011. "Loza" je s emitiranjem krenula 9. listopada 2011. na HRT-u u nedjeljnom večernjem terminu. Zadnja klapa pala je 17. listopada 2011. godine. 
Serija je snimana na lokacijama na otoku Zlarinu.

## Radnja
Glavnina radnje vrti se oko mladog para, Maje i Frane, koji dolaze iz Zagreba na otok Kampar kako bi si tu osigurali egzistenciju i osnovali obitelj. Frane je sin uglednog otočkog vinara Vinka Radovanija s kojim želi unaprijediti obiteljski biznis. Da bi u tome uspjeli, moraju širiti nasade loze pa su bacili oko na veliko zemljište smješteno tik uz more. Međutim, isto zemljište bi rado kupio i Zvonimir Gamulin, Majin otac, inače građevinski tajkun, porijeklom s istog otoka.

## Glumačka postava

### Glavna glumačka postava
| Glumac                   | Lik               |
| ------------------------ | ----------------- |
| Žarko Radić              | Vinko Radovani    |
| Snježana Sinovčić-Šiškov | Marija Radovani   |
| Leona Paraminski         | Maja Gamulin      |
| Vicko Bilandžić          | Frane Radovani    |
| Goran Marković           | Vinkić Radovani   |
| Špiro Guberina           | Prošpero Radovani |
| Franka Klarić            | Kate Radovani     |
| Kaja Toma Branica        | Ante Radovani     |
| Jakov Milošević          | Stipe Radovani    |
| Milan Štrljić            | Zvonimir Gamulin  |
| Ksenija Pajić            | Magda Gamulin     |
| Marko Cindrić            | Filip Gamulin     |

### Sporedna glumačka postava
| Glumac                 | Lik                 |
| ---------------------- | ------------------- |
| Nada Gačešić-Livaković | Jadranka            |
| Trpimir Jurkić         | Šime Krstulović     |
| Marica Vidušić         | Slavica Krstulović  |
| Mate Gulin             | don Petar           |
| Lada Bonacci           | Milena              |
| Ante Krstulović        | Marin               |
| Slavko Sobin           | Jerko               |
| Anastasija Jankovska   | Mira                |
| Darko Milas            | Grubišić            |
| Samir Vujčić           | odvjetnik Jelinčić  |
| Sreten Mokrović        | Kuzma               |
| Antonia Matković       | tajnica Tina        |
| Csilla Barath Bastaić  | Sandra              |
| Janko Popović Volarić  | Krešo               |
| Živko Anočić           | Boki                |
| Filip Detelić          | Luka                |
| Ante Čedo Martinić     | bankar Bilić        |
| Jakša Borić            | predstavnik tvrtke  |
| Marina Redžepović      | predstavnica tvrtke |

## Ekipa
| ....                           | ....                      |
| ------------------------------ | ------------------------- |
| autori naslovne glazbene špice | Saša Lošić i Nikša Bratoš |
| autor glazbe za seriju         | Tomislav Babić            |
| audio-postprodukcija           | Ivan Zelić                |